# 全国地域サッカーチャンピオンズリーグ
全国地域サッカーチャンピオンズリーグ（ぜんこくちいきサッカーチャンピオンズリーグ、英語: Japan Regional Football Champions League、通称「地域CL」）は、日本の地域リーグ所属クラブによる、日本フットボールリーグ (JFL) への昇格権をかけて争われるサッカー大会。

## 概要
1977年に、当時の全国リーグである日本サッカーリーグ（JSL）と、全国各地の地域リーグとの間での入れ替えにあたり、地域リーグからの入れ替え（昇格）対象チームを選出する目的で創設された。それまで、JSLとの入れ替えクラブの決定は1965年にJSLと共に創設されたノックアウトトーナメントである全国社会人サッカー選手権大会（全社）が担っていたが、地域リーグの整備にあわせて本大会が創設されたものである。なお、全社自体は大会が継続しており、全社の上位チームに本大会の出場権が割り当てられている。
1992年に日本プロサッカーリーグ（Jリーグ）が発足し、並行してJSLがジャパンフットボールリーグ（旧JFL）に改組されてからは旧JFLへの昇格チームを選出する場となっており、更に1999年に旧JFLがJFLに改組されて以降も「地域リーグから全国リーグへの昇格の場」の役割を一貫して担っている。
地域リーグの日程が全て終了した後、毎年11月に開催される。大会は1次ラウンドと決勝ラウンドに分かれ、グループ毎に各地に集まる集中開催方式で試合が行われる。各ラウンドはすべてのチームが同じ週に3連戦をこなすという過密日程であり、一つの試合結果がJFLへの昇格の成否に直結するため、チームにかかるプレッシャーが高いことから過酷な大会と言われている。

### 名称
2007年までの大会名は「全国地域リーグ決勝大会」（ぜんこくちいきリーグけっしょうたいかい）、2008年度から2015年度の大会名は「全国地域サッカーリーグ決勝大会」（ぜんこくちいきサッカーリーグけっしょうたいかい）の名称で呼ばれ、「地域決勝」「地決」と略されることもあった。大会が創設して40周年を迎えた2016年大会から現在の呼称が用いられることになった。

### 主催・主管団体
- 主催：公益財団法人日本サッカー協会[1]、一般財団法人全国社会人サッカー連盟[1]
- 主管：開催地の各都道府県サッカー協会[1]、開催地の各地域の社会人サッカー連盟[1]

## 参加資格
第34回（2010年）大会以降の出場チーム数は12チームで、以下の要領により決定する。第40回（2016年）大会・第42回（2018年）大会 で選考要領の一部見直しが行われている。
1. 北海道・東北1部・関東1部・北信越1部・東海1部・関西1部・中国・四国・九州の各地域リーグ優勝チーム（計9チーム）。
  - やむを得ない事情により、各地域リーグの優勝チームが出場できない場合は、その所属する地域リーグの2位チームの繰り上げ参加を認め、次点チームも出場できない場合は全国社会人サッカー連盟の協議・裁定により判断し配分を行う[1]。
  - 何らかの理由によりリーグ戦が中止・途中打ち切りとなり順位が確定しなかった場合は、代替大会や前年のリーグ戦の成績などで出場チームが決定される。
  - なおこの資格で出場する場合は「JFL への入会の意思」は必ずしも必要ではない[注 1]。
2. 各地域最上位リーグ所属（2018-19年は3位以内、2021年は4位以内の順位要件が設定）かつ全国社会人サッカー選手権大会（全社）ベスト4以上の上位3チームで、JFL参入希望を有するチーム（第30回（2006年）大会から採用）
  - 第41回（2017年）大会までは「全社ベスト4以上かつ地域最上位リーグ優勝により出場権を得ていない上位3チーム」であり、地域リーグ下位または都道府県リーグ所属であっても全社上位の成績を収めれば出場が出来たが、第42回（2018年）大会から地域最上位リーグ3位以内とJFL参入希望の要件が加わった。
  - 第44回（2020年）大会は同年の全社自体が行われなかったため、この要件での出場権は与えられなかった。
  - 第45回（2021年）大会は各地域最上位リーグの順位要件が4位以内に緩和されたが、前年同様全社が中止となったため、この要件での出場権は与えられなかった。
  - 第46回（2022年）大会から順位要件が撤廃。出場要件が各地域最上位リーグ所属のみに変更となった。
3. 2.までの条件で12チームに満たない場合、「Jリーグ百年構想クラブかつ地域最上位リーグ2位」の要件を満たすクラブがあれば、当該クラブに優先出場権を与える（第40回（2016年）大会から初採用）。
  - 複数存在する場合は「Jリーグ百年構想クラブに承認された順序」が早いクラブを優先する。この要件による優先出場権の行使は該当クラブ毎に1回限りとする。
    - 第47回（2023年）大会でJリーグ百年構想クラブかつ関東1部2位の栃木シティFCが出場
4. 3.までの条件で12チームに満たない場合、「2010年6月末の社会人連盟登録チーム数の多い地域」からの輪番制（下記）により、当該地域の2位（1.で繰り上げがあった場合は3位）のチームに出場権を与える[1]（第34回（2010年）大会から採用）。ただし、第42回（2018年）大会からは「JFL への入会の意思」があることが条件に加わっている。
  1. 関東
    - 第34回（2010年）大会で1部2位のさいたまSCが出場
    - 第44回（2020年）大会で1部2位のブリオベッカ浦安が出場

  2. 関西
    - 第35回（2011年）大会で1部2位のバンディオンセ加古川が出場
    - 第44回（2020年）大会で1部2位のAS.Laranja Kyotoが出場

  3. 九州
    - 第37回（2013年）大会で2位のFC KAGOSHIMAが出場
    - 第44回（2020年）大会で2位[注 2] のJ.FC MIYAZAKIが出場

  4. 東海
    - 第41回（2017年）大会で1部2位のFC刈谷が出場
    - 第45回（2021年）大会で1部2位のFC.ISE-SHIMAが出場

  5. 北海道
    - 第42回（2018年）大会で輪番枠を行使せず（2位はノルブリッツ北海道）
    - 第45回（2021年）大会で輪番枠を行使せず（2位はノルブリッツ北海道）

  6. 中国
    - 第42回（2018年）大会で輪番枠を行使せず（2位は三菱自動車水島FC）
    - 第45回（2021年）大会で2位のFCバレイン下関が出場

  7. 北信越
    - 第42回（2018年）大会で1部2位のアルティスタ浅間が出場
    - 第45回（2021年）大会で1部2位のアルティスタ浅間が出場

  8. 東北
    - 第43回（2019年）大会で1部2位のブランデュー弘前FCが出場

  9. 四国
    - 第43回（2019年）大会で2位のFC徳島が出場
5. 4.までの条件で12チームに満たない場合、全国社会人サッカー連盟で裁定し配分する。

### 過去の大会出場権
- 第33回（2009年）大会までは16チーム出場で、前年度の決勝ラウンド進出チームの所属する地域（最大4地域）について、当年度の各々地域の2位チーム（2位が辞退した場合は3位）も追加枠として出場できた。
- 大学サッカー部チームが大会への出場を希望する場合、全日本大学サッカー連盟の推薦・許諾を得る事で大会出場権が与えられたが、2010年の規約改正にて大学リーグと社会人リーグの掛け持ちが禁止となり、推薦制度は無くなった。現在、大学生チームの当大会出場は（社会人連盟に加盟している）同好会チームやリザーブチームに限られている。

### Jリーグ加盟を標榜するクラブに対する優遇措置
第27回（2003年）大会から第35回（2011年）大会までは本大会への出場権獲得に当たって「Jリーグ加盟を標榜するクラブに対する優遇措置」 による出場枠が存在した。
これは、以下の要件を満たした地域リーグ2部以下のクラブに対し、Jリーグ入りするまでの期間を短縮するために、申請書を受け付けた上で、日本サッカー協会による現地ヒアリングによる審査 を経て、全国社会人サッカー選手権の成績を問わず本大会出場を認めるもの である。
- Jリーグ準加盟クラブの認定を受けていること（2006年以降適用・優遇措置申請時に準加盟認定時の申請資料を最新版に更新したもの一式を提出すること）
- ホームタウンから自治体首長名での支援承諾書を受領していること。
- チーム力が（当該カテゴリに照らして）群を抜いていることが客観的に認められること。

この優遇措置を適用されて本大会に出場したケースとして、以下の3例の適用例があった。
- 第27回（2003年）大会：ザスパ草津（当時関東2部）
- 第34回（2010年）大会：SC相模原（当時神奈川県1部）[8]
- 第35回（2011年）大会：SC相模原（当時関東2部）[9]

第35回（2011年）大会を最後に優遇措置制度自体が廃止となり、翌第36回（2012年）大会からは同枠に替わって全社からの出場枠が2011年までの2から3に拡大された。

## 大会形式
大会は、参加12チーム（2010年大会以降）を4チームずつ3グループに分けて1次ラウンドとして1回戦総当たりのリーグ戦を行い、各グループ1位（計3チーム）とグループ2位の最上位成績（1チーム）の計4チームが決勝ラウンドに進出してリーグ戦を戦う方式で行われる。各ラウンドはグループ・ラウンドごとに同一会場で行われる。
予選ラウンドは全てのグループが同じ週の金・土・日に行われ、各チームは3日間で3連戦を戦うことになる。決勝ラウンドもかつては1次ラウンド同様金・土・日の3日間で3連戦を戦っていたが、2018年大会からFC今治オーナーの岡田武史の提案で、水、金、日と中1日の試合間隔になった。ただし、2020年大会の場合は、木・土・月の中1日の試合間隔になった。
各試合は90分で行われ、勝利チームには勝点3、引き分けチームには勝点1が与えられる。2018年大会から90分引き分け後に行われるPK戦は廃止となった。
グループ内の順位は、勝点・得失点差・総得点数・当該チーム間の対戦結果・反則ポイント・抽選の順で決められる。また、各グループ2位の最上位は、勝点・得失点差・総得点数・反則ポイント・抽選の順で決められる。

## 昇格
2014年以降の規定では、優勝チーム・2位チームがJFLに自動昇格となる（正式には、参加チームのうち、事前の調査で「JFL入会意思」を表明したチームが本大会での成績要件を満たした場合、大会後に行われるJFL理事会で入会を承認する手続きとしており、大会終了後直ちに昇格が決定するわけではない）。ただし、JFLのチーム数に空きが出た場合（Jリーグ参入やチーム合併、解散、リーグ編成変更等）、追加で自動昇格とする事もある。
過去の年度においては、（上位リーグ編成変更の影響を受けて）昇格・入替戦の枠が毎年の様に変化する時期があった（下記参照）。
| 年度      | 昇格区分             |
| --------- | -------------------- |
| 1977-78   | 入替戦2              |
| 1979-83   | 自動昇格1・入替戦1   |
| 1984-85   | 自動昇格増 (JSL拡大) |
| 1986-92   | 自動昇格2            |
| 1993      | 入替戦2 (JFL再編成)  |
| 1994-97   | 自動昇格2            |
| 1998      | 昇格なし             |
| 1999-2000 | 自動昇格増 (JFL拡大) |

| 年度    | 昇格区分                   |
| ------- | -------------------------- |
| 2001    | 自動昇格2                  |
| 2002    | 入替戦2                    |
| 2003    | 自動昇格1・入替戦1         |
| 2004-05 | 自動昇格3                  |
| 2006    | 自動昇格1・入替戦1         |
| 2007-12 | 原則自動昇格2・入替戦1     |
| 2013    | 自動昇格3・入会希望申請枠3 |
| 2014-20 | 原則自動昇格2              |

| 年度  | 昇格区分           |
| ----- | ------------------ |
| 2021  | 入替戦2            |
| 2022  | 自動昇格2          |
| 2023- | 自動昇格1・入替戦1 |

注釈
1. ↑  Jリーグ完全1・2部制導入とそれに付随するJFL再編のため。但し、社会人連盟推薦という形で横河電機サッカー部がJFL参入を果たしている

## 結果
- 赤枠表記は昇格チーム（自動昇格、又は大会後の入替戦に勝利しての昇格）
- 黄枠表記は大会後の入替戦に敗退したチーム

| 回 | 年度 | 優勝                            | 2位                             | 3位                                 | 4位                                   | 決勝開催地        |
| -- | ---- | ------------------------------- | ------------------------------- | ----------------------------------- | ------------------------------------- | ----------------- |
| 1  | 1977 | ヤマハ発動機 (東海)             | 東芝堀川町 (関東)               | 東邦チタニウム (関東)               | 大日日本電線(関西)                    | 東京・西が丘      |
| 2  | 1978 | ヤマハ発動機 (東海)             | 東邦チタニウム (関東)           | 大日日本電線 (関西)                 | 大協石油四日市 (東海)                 | (注)              |
| 3  | 1979 | 大協石油四日市 (東海)           | 京都紫光 (関西)                 | 古河電工千葉 (関東)                 | 名古屋クラブ (東海)                   | (注)              |
| 4  | 1980 | 名古屋クラブ (東海)             | 古河電工千葉 (関東)             | 埼玉教員 (関東)                     | 電電公社近畿 (関西)                   | (注)              |
| 5  | 1981 | 埼玉教員 (関東)                 | 電電公社近畿 (関西)             | 大協石油四日市 (東海)               | 川崎製鉄水島 (中国)                   |                   |
| 6  | 1982 | 東邦チタニウム (関東)           | 西濃運輸 (東海)                 | 兵庫教員 (関西)                     | 大協石油四日市 (東海)                 |                   |
| 7  | 1983 | 横浜トライスターSC (関東)       | 松下電器産業 (関西)             | 帝人松山 (四国)                     | 電電関東 (関東)                       | 愛知・豊橋市民    |
| 8  | 1984 | 西濃運輸 (東海)                 | 京都府警 (関西)                 | TDK (東北)                          | 大阪ガス（関西）                      | 大阪・靱          |
| 9  | 1985 | コスモ大協 (東海)               | 川崎製鉄水島 (中国)             | 東邦チタニウム (関東)               | NTT関西（関西）                       | 群馬・庚申山      |
| 10 | 1986 | NTT関東 (関東)                  | マツダオート広島 (中国)         | 豊田工機 (東海)                     | 埼玉教員 (関東)                       | 大阪・靱          |
| 11 | 1987 | 帝人 (四国)                     | 藤枝市役所 (東海)               | 松島クラブ (東北)                   | 千葉教員 (関東)                       |                   |
| 12 | 1988 | マツダオート広島 (中国)         | 京都紫光 (関西)                 | 東京ガス (関東)                     | 読売クラブJr (関東)                   |                   |
| 13 | 1989 | 読売クラブJr (関東)             | 大塚製薬 (四国)                 | 西濃運輸 (東海)                     | NTT関西（関西）                       |                   |
| 14 | 1990 | 東京ガス (関東)                 | 中央防犯 (東海)                 | 西濃運輸 (東海)                     | 大阪体大蹴鞠団 (関西)                 |                   |
| 15 | 1991 | 大阪ガス (関西)                 | 大阪体大蹴鞠団 (関西)           | 西濃運輸 (東海)                     | NEC山形 (東北)                        |                   |
| 16 | 1992 | PJMフューチャーズ (東海)        | トヨタ自動車東富士 (東海)       | NEC山形 (東北)                      | セントラル神戸(関西)                  | 岡山・美作        |
| 17 | 1993 | 日本電装 (東海)                 | NEC山形 (東北)                  | JATCO (東海)                        | 東亜建設(九州)                        | 香川・香川        |
| 18 | 1994 | ブランメル仙台 (東北)           | 福島FC (東北)                   | 横河電機 (関東)                     | 東亜建設(九州)                        | 愛知・刈谷        |
| 19 | 1995 | 日本電装 (東海)                 | 大分FC (九州)                   | 横河電機 (関東)                     | YKK (北信越)                          | 大分・大分市営    |
| 20 | 1996 | ジヤトコ (東海)                 | プリマハムFC土浦 (関東)         | マツダSC (中国)                     | 北海道電力 (北海道)                   | 大阪・長居2       |
| 21 | 1997 | ソニー仙台FC (東北)             | アルビレックス新潟 (北信越)     | 横河電機 (関東)                     | 教育研究社FC (関西)                   | 鹿児島・鴨池      |
| 22 | 1998 | 横河電機 (関東)                 | 日立清水 (東海)                 | 愛媛FC (四国)                       | NTT九州 (九州)                        | 大阪・高槻総合    |
| 23 | 1999 | アローズ北陸 (北信越)           | 栃木SC (関東)                   | 本田技研ルミノッソ狭山 (関東)       | YKK (北信越)                          | 大阪・鶴見緑地    |
| 24 | 2000 | 佐川急便東京SC (関東)           | YKK (北信越)                    | NTT熊本FC (九州)                    | SC鳥取(中国)                          | 大阪・高槻総合    |
| 25 | 2001 | 佐川急便大阪SC (関西)           | プロフェソール宮崎 (九州)       | 南国高知FC (四国)                   | 上田ジェンシャン(北信越)              | 大阪・鶴見緑地    |
| 26 | 2002 | アイン食品 (関西)               | 佐川印刷SC (関西)               | 静岡FC (東海)                       | ヴォルカ鹿児島(九州)                  | 大阪・鶴見緑地    |
| 27 | 2003 | ザスパ草津 (JFA優遇・関東)      | 群馬FCホリコシ (関東)           | 静岡FC (東海)                       | 静岡産業大学(学連推薦)                | 大阪・鶴見緑地    |
| 28 | 2004 | 三菱自動車水島FC (中国)         | 流通経済大学 (大学推薦)         | ホンダロック (九州)                 | 本田技研ルミノッソ狭山 (関東)         | 兵庫・五色台      |
| 29 | 2005 | FC琉球 (九州)                   | ジェフ千葉アマチュア (関東)     | ロッソ熊本 (九州)                   | バンディオンセ神戸 (関西)             | 岡山・岡山        |
| 30 | 2006 | TDK (東北)                      | FC岐阜 (東海)                   | ファジアーノ岡山(中国)              | V・ファーレン長崎 (九州)              | 大分・大分        |
| 31 | 2007 | ファジアーノ岡山 (中国)         | ニューウェーブ北九州 (九州)     | FC Mi-OびわこKusatsu (全社・関西)   | バンディオンセ神戸 (関西)             | 埼玉・熊谷陸      |
| 32 | 2008 | FC町田ゼルビア (関東)           | V・ファーレン長崎 (九州)        | ホンダロック (全社・九州)           | レノファ山口FC (中国)                 | 沖縄・あかんま    |
| 33 | 2009 | 松本山雅FC (全社・北信越)       | 日立栃木ウーヴァSC (関東)       | ツエーゲン金沢 (全社・北信越)       | Y.S.C.C. (関東)                       | 長野・松本        |
| 34 | 2010 | カマタマーレ讃岐 (四国)         | AC長野パルセイロ (北信越)       | 三洋電機洲本 (関西)                 | Y.S.C.C. (関東)                       | 千葉・市原臨海    |
| 35 | 2011 | Y.S.C.C. (関東)                 | 藤枝MYFC (東海)                 | HOYO AC ELAN大分 (九州)             | SC相模原 (JFA優遇・関東)              | 大阪・長居2       |
| 36 | 2012 | SC相模原 (関東)                 | 福島ユナイテッドFC (東北)       | ノルブリッツ北海道 (北海道)         | ファジアーノ岡山ネクスト (全社・中国) | 長崎・長崎市      |
| 37 | 2013 | グルージャ盛岡 (東北)           | ファジアーノ岡山ネクスト (中国) | FC KAGOSHIMA (輪番・九州)           | ヴォルカ鹿児島 (九州)                 | 新潟・新発田      |
| 38 | 2014 | 奈良クラブ (関西)               | FC大阪 (全社・関西)             | クラブ・ドラゴンズ (全社・関東)     | サウルコス福井 (北信越)               | 千葉・ゼットエー  |
| 39 | 2015 | ラインメール青森FC (全社・東北) | ブリオベッカ浦安 (関東)         | サウルコス福井 (北信越)             | FC刈谷 (東海)                         | 高知・春野陸      |
| 40 | 2016 | FC今治 (四国)                   | ヴィアティン三重 (全社・東海)   | 鈴鹿アンリミテッドFC (全社・東海)   | 三菱自動車水島FC (全社・中国)         | 千葉・ゼットエー  |
| 41 | 2017 | コバルトーレ女川 (東北)         | テゲバジャーロ宮崎 (九州)       | VONDS市原 (関東)                    | アミティエSC京都 (関西)               | 千葉・ゼットエー  |
| 42 | 2018 | 松江シティFC (中国)             | 鈴鹿アンリミテッドFC (東海)     | FC刈谷 (全社・東海)                 | J.FC MIYAZAKI (九州)                  | 千葉・ゼットエー  |
| 43 | 2019 | いわきFC (東北)                 | 高知ユナイテッドSC (四国)       | おこしやす京都AC (関西)             | 福井ユナイテッドFC (北信越)           | 福島・Jヴィレッジ |
| 44 | 2020 | FC TIAMO枚方 (関西)             | FC刈谷 (東海)                   | 栃木シティFC (関東)                 | 北海道十勝スカイアース (北海道)       | 千葉・ゼットエー  |
| 45 | 2021 | Criacao Shinjuku (関東)         | FC.ISE-SHIMA (輪番・東海)       | おこしやす京都AC (関西)             | FC徳島 (四国)                         | 東京・味フィ西    |
| 46 | 2022 | ブリオベッカ浦安 (全社・関東)   | 沖縄SV (九州)                   | 栃木シティFC (関東)                 | FC刈谷 (東海)                         | 埼玉・熊谷陸      |
| 47 | 2023 | 栃木シティFC (百年構想・関東)   | VONDS市原 (関東)                | ジョイフル本田つくばFC (全社・関東) | 福山シティFC (中国)                   | 栃木・栃木GS      |
| 48 | 2024 | 飛鳥FC (関西)                   | VONDS市原 (関東)                | 福井ユナイテッドFC (北信越)         | ジェイリースFC (全社・九州)           | 京都・たけびし    |